# Ephraim Evron

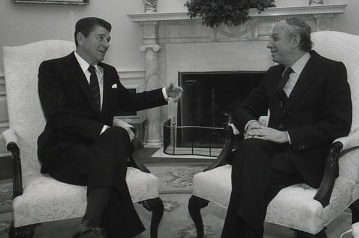
Ephraim Evron (rechts) und Ronald Reagan im Jahr 1982

Ephraim Evron (hebräisch אפרים עברון, * 12. Juni 1920 in Haifa; † 17. Juli 1995 in Ramat Gan) war ein israelischer Diplomat.
Evron begann 1949 für das israelische Außenministerium tätig zu werden. Während seiner diplomatischen Karriere bekleidete er diverse Posten. Unter anderem war er 1953 Zweiter Sekretär an der israelischen Botschaft in Washington, D.C., von 1961 bis 1965 erst Botschaftsrat und dann Gesandter an der israelischen Botschaft in London, sowie von 1965 bis 1968 Gesandter an der israelischen Botschaft in Washington, D.C. Während seiner Zeit an der israelischen Botschaft in London entwickelte Evron eine enge Freundschaft mit Harold Wilson.
Von 1968 bis 1969 fungierte Evron als israelischer Botschafter in Schweden. Danach war er von 1969 bis 1971 israelischer Botschafter in Kanada. Die nächsten Jahre arbeitete Evron im israelischen Außenministerium, bevor er schließlich erneut Botschafter wurde und Israel von 1978 bis 1982 in den Vereinigten Staaten vertrat.
Evron war verheiratet und hatte zwei Kinder, einen Sohn und eine Tochter.